# 埼玉県立狭山工業高等学校
埼玉県立狭山工業高等学校（さいたまけんりつ さやまこうぎょうこうとうがっこう）は、埼玉県狭山市富士見二丁目にある公立工業高等学校。

## 沿革
- 1961年（昭和36年）2月2日 - 狭山市高等学校誘致期成会において県立工業高等学校の誘致が決定
- 1962年（昭和37年）
  - 3月31日 - 埼玉県教育委員会において、埼玉県立狭山工業高等学校の設立を決定。仮校舎が開設
  - 4月1日 - 埼玉県議会において埼玉県立狭山工業高等学校の設立が決定（設置課程機械科、定員360名）
  - 4月16日 - 開校式、入学式を挙行
- 1963年（昭和38年）4月1日 - 校地を移転。電気科（定員360名）を増設
- 1965年（昭和40年）1月25日 - 校歌、校旗を制定
- 1988年（昭和63年）4月1日 - 電子機械科（男女共学、定員240名）を設置。これに伴い、各学科の定員が240名となる
- 1989年（平成元年）4月1日 - 機械科、電気科を男女共学化
- 2011年（平成23年）11月12日 - 創立50周年記念式典を挙行

## 設置課程（学科）
- 機械科（定員240名）
- 電気科（定員160名）
- 電子機械科（定員240名）

## 主な行事
- 6月 - 体育祭
- 9月 - 水泳大会
- 10月中旬 - 芸術鑑賞教室
- 10月下旬 - 狭工祭
- 11月 - マラソン大会
- 12月 - 球技大会　冬

## 交通
西武新宿線 狭山市駅東口下車、徒歩12分。

## 著名な卒業生
- 増岡浩 - パリ・ダカール・ラリー優勝ドライバー
- 秋葉弘道 - アキダイ代表取締役

## 制服
学生服で、上下とも黒。校章は左首に、右首には、学年章である。赤・青・緑に分けられている。
学年章には、学科も分かるようになっており、「M」が機械科、「E」が電気科、「S」が電子機械科。

## その他
- ドラマ『理想の息子』（2012年1月放送。日本テレビ）ロケ地。
- 映画『カノジョは嘘を愛しすぎてる』（2013年12月公開。東宝）ロケ地。